# رندی اسکرتوت
رندی اسکرتْـوِت (انگلیسی: Randy Skretvedt؛ زادهٔ ۱ ژانویهٔ ۱۹۵۸) روزنامه‌نگار، نویسنده، زندگی‌نامه‌نویس، پژوهشگر و متخصص موسیقی و استاد دانشگاه اهل ایالات متحده آمریکا است.
کتاب زندگی‌نامه‌ای او دربارهٔ لورل و هاردی به نام «لورل و هاردی: جادوی ماورای فیلم‌ها» مرجع استاندارد علاقمندان و دوستداران این زوج کمدی است. او برای نگارش این کتاب با بیوهٔ اولیور هاردی، دختر استن لورل، آنیتا گاروین، دوروثی گرینجر، ماروین هتلی، ریچارد سی. کریر و بسیاری از ستارگان و هم‌دوره‌ای‌های این دو هنرمند گفتگو کرده‌است.